# برونیشوویتسه (استان اشوی‌داشکسیه)
برونیشوویتسه (به لهستانی: Broniszowice) یک منطقهٔ مسکونی در لهستان است که در گمینا بوزخوو واقع شده‌است. برونیشوویتسه ۱۲۰ نفر جمعیت دارد.